# 唐纳德·特朗普与媒体的冲突

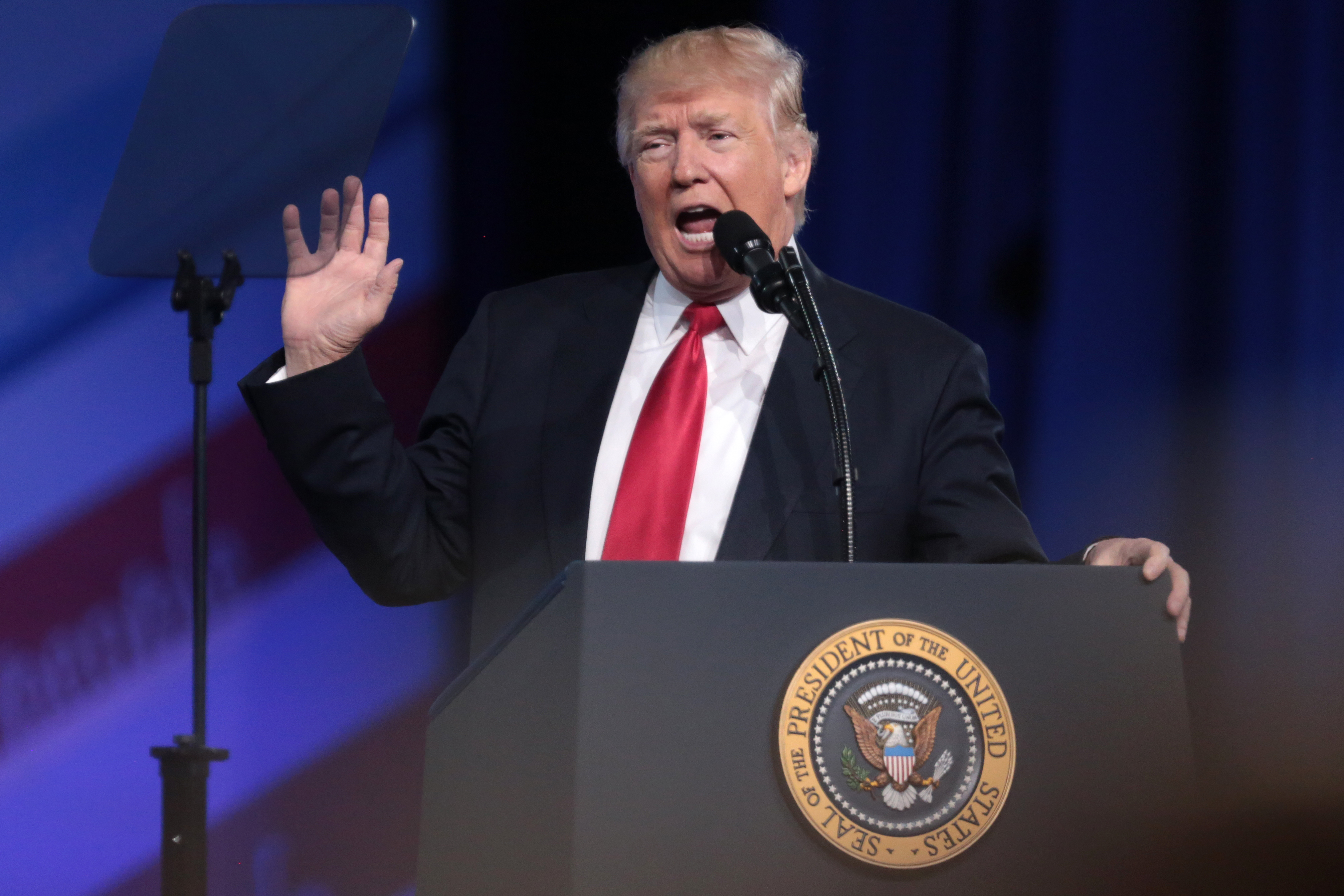
唐纳德·特朗普出席2017年保守派政治行动会议

唐纳德·特朗普经常攻击带有左翼偏见且“腐败”的美国媒体，并在批评对他进行不利报道的媒体时使用各种侮辱性语言。一些社交媒体因特朗普违反其服务条款而限制或封禁其账号，尤其是在他煽动国会山骚乱并散布虚假选举信息之后。特朗普还起诉了多家媒体，指控其报道不实或存在偏见，并利用总统职位向他不喜欢的媒体施压，包括干涉其业务运营、发起调查，以及威胁吊销广播执照或取消公共广播的资金。

## 对媒体的攻击
2020年，保护记者委员会发表由小伦纳德·唐尼撰写的特别报告，题为《特朗普政府与媒体》。报告开篇指出：

特朗普经常在集会、回答记者提问以及数百条推文中攻击新闻媒体。他曾多次称新闻媒体是“假新闻”、“人民的敌人”、“不诚实”、“腐败”、“下流记者”、“坏人”、“人渣”，甚至称他们是“你所能遇到的最坏的人”。

……

特朗普的600多条推文针对的是特定的新闻机构，其中以《纽约时报》、CNN、NBC、MSNBC、福克斯新闻和《华盛顿邮报》为首。他用各种辱骂性词语，包括“假”、“虚伪”、“肮脏”、“丢脸”、“愚蠢”、“无知”、“愚蠢”、“可悲”、“失败”和“垂死”。他还用“虚假”、“疯狂”、“不诚实”、“虚伪”和“丢脸”来形容《纽约时报》。

2025年3月，特朗普在第二任期内暗示CNN和MSNBC等媒体从事非法活动。

### “人民的敌人”
| 唐纳德·特朗普    | Twitter的logo，一个风格化的小蓝鸟 |
| @realDonaldTrump | Twitter的logo，一个风格化的小蓝鸟 |

The FAKE NEWS media (failing @nytimes, @NBCNews, @ABC, @CBS, @CNN) is not my enemy, it is the enemy of the American People!
2017-02-18
从2017年1月就职到2019年10月15日，特朗普在Twitter上36次称新闻媒体是“人民的敌人”。
2012年，前民主党民意调查专家帕特里克·卡德尔在保守派监督组织“媒体准确性”主办的一次会议上发表演讲，称媒体是“美国人民的敌人”。该术语由极右翼媒体组织“布赖特巴特新闻网”推广，其主要股东之一是罗伯特·默瑟，他自2013年以来一直雇佣卡德尔作为承包商，也是唐纳德·特朗普最大的金主之一。2017年2月，特朗普在参观位于南卡罗来纳州北查尔斯顿的波音飞机工厂时与卡德尔会面，数小时后他在Twitter上称《纽约时报》、NBC新闻、ABC、CBS和CNN是“假新闻”和“美国人民的敌人”。2月24日，他在保守政治行动会议上表示：“几天前，我称假新闻是人民的敌人，它们确实是。它们就是人民的敌人。”
2018年6月，在南卡罗来纳州的一次集会上，特朗普称记者是“假新闻制造者”和“人民的敌人”。2018年7月15日，特朗普在芬兰赫尔辛基会见俄罗斯总统弗拉基米尔·普京，引发强烈批评。7月19日，特朗普在Twitter上写道：“与俄罗斯的峰会非常成功，但真正的人民敌人是假新闻媒体。”《纽约时报》指出，特朗普在“批评高峰时刻”使用过该句话，在纳粹德国和苏联的政治宣传中也曾使用过该词。8月2日，特朗普在Twitter上写道“假新闻媒体……是美国人民的敌人”后，联合国和美洲人权委员会等多个国际机构批评特朗普攻击新闻自由。8月16日，美国参议院一致同意通过决议，肯定媒体不是“人民的敌人”，并重申“新闻自由发挥着至关重要且不可或缺的作用”，以此象征性地谴责特朗普。
2019年8月，当记者乔纳森·卡尔问特朗普是否担心他的支持者会将此解读为暴力的正当理由时，特朗普回答说：“我希望他们把我的话记在心里。我认为媒体是人民的敌人。”
2024年3月，特朗普曾支持一项禁止TikTok在美国运营的国会法案，但他后来表示反对禁令，因为这将帮助Facebook，他认为“Facebook和许多媒体一样，都是人民的敌人”。

## 不实言论
唐納·川普曾做出过极多的虚假或误导性发言，鉴于此类言论数量之众多，评论者和事實查核组织已经将他的谎言称为是在政治中前所未有的。根据一项研究，特朗普的虚假言论频率明显增加，同时在他的任期内，特朗普发言中涉及虚假言论的比率也水涨船高。总体上，新闻机构都不愿意给这些发言贴上“谎言”的标签。

## 社交账号被限制
在2020年总统选举中败给乔·拜登后，特朗普在拜登就职典礼前的数周内不断推翻选举结果。他的推文在2021年1月6日正式计票期间煽动国会山骚乱发挥了作用。尽管参议院最终在特朗普第二次弹劾期间宣告他无罪，但社交媒体公司迅速将他封禁。其中，Facebook和Instagram将他的账号封禁两年，Twitter永久封禁他的@realDonaldTrump账号，随后又封禁了他的竞选官方账号（@TeamTrump）。以及代表他发帖的盟友的账号，例如特朗普竞选团队数字总监加里·科比。Twitter还删除了特朗普在@POTUS账号上发布的三条推文，并禁止访问总统账号，直至乔·拜登就职。据研究分析公司Zignal Labs称，在特朗普被多个平台封禁的第一周内（1月9日至15日），与选举相关的错误信息下降了73%。

## 驱逐特定媒体人员和机构
2018年11月，CNN记者吉姆·阿科斯塔在新闻发布会上提出一个棘手的问题，并在提出第二个问题之前拒绝交出麦克风，特朗普突然禁止他进入白宫；特朗普在讲台上斥责了他。CNN随后提起诉讼（基于正当程序），最终阿科斯塔的采访权限在当月底前恢复。此后，白宫发布了新闻发布会的行为准则。
2019年初，特朗普政府更新了白宫记者证的资格规则，吊销了大多数白宫记者团成员的证件，并拒绝给予特朗普的批评者豁免。
2019年8月，特朗普政府在允许行政上诉后，暂停了《花花公子》作家布莱恩·卡雷姆的白宫记者证，原因是卡雷姆在白宫玫瑰园与右翼评论员塞巴斯蒂安·戈尔卡发生冲突。哥伦比亚特区巡回上诉法院的一个小组确认恢复卡雷姆的记者证，理由是缺乏公布的新闻发布会以外活动的行为标准，导致卡雷姆没有得到正当程序。
总统第二任期开始后不久，一些发布特朗普认为不利报道的媒体被拒绝在五角大楼设立办公空间，但仍被允许进入大楼，包括：CNN、《华盛顿邮报》、《国会山报》、《战区报》、NBC新闻、《纽约时报》、全国公共广播电台和《政客》。取而代之的是没有申请五角大楼办公空间的媒体，这些媒体几乎都倾向于保守派，包括：大全新闻、《华盛顿观察家报》、《The Daily Caller》、《自由新闻》、同一个美国新闻网、《纽约邮报》、布赖特巴特新闻网和赫芬顿邮报（倾向于进步派）。
2025年2月，特朗普总统在空军一号宣布无限期禁止美联社记者参加在椭圆形办公室举行的联合新闻发布会，原因是他们继续使用“墨西哥湾”而非“美国湾”一词。该决定在美联社诉布多维奇案中受到质疑。

## 报复性诉讼和联邦政府行动
在特朗普第一任期内，美国司法部于2017年阻止AT&T收购时代华纳，除非其出售特朗普频繁攻击的CNN。
特朗普就美国广播公司在《本周》节目中的采访起诉该电视台。采访中，乔治·斯蒂芬诺普洛斯称特朗普被判犯有“强奸罪”，但E·珍·卡罗尔诉唐纳德·特朗普案的技术陪审团裁定特朗普犯有“性虐待罪”。尽管许多律师认为ABC会胜诉，其原因是诽谤公众人物的法律门槛较高；但在特朗普再次当选总统后，ABC最终达成和解，向特朗普总统图书馆支付15美元和100万美元的律师费并道歉。特朗普还起诉《得梅因纪事报》的民意调查员，原因是他曾预测特朗普将于2024年11月的选举中在爱荷华州失利。
2025年1月，特朗普第二次上任后不久，新任联邦通信委员会主席布伦丹·卡尔对NPR和PBS的承保信用展开调查。与之相对，特朗普从倾向于保守的福克斯新闻中提名19名现任和前任主持人、记者和评论员到他的第二届政府工作。
2025年2月，联邦通信委员会主席卡尔要求获得《60分钟》节目对特朗普对手卡玛拉·哈里斯进行采访的完整录像，特朗普还就此起诉CBS的母公司派拉蒙全球，指控其剪辑存在偏见。卡尔和FCC必须批准天空之舞传媒对派拉蒙的收购。卡尔还重新提起先前被驳回的针对美国广播公司和全国广播公司的投诉，但没有提起福克斯新闻的投诉，因为福克斯新闻倾向于对特朗普进行有利的报道。
2025年5月，特朗普发布第14290号行政命令，指示公共广播公司董事会以及所有行政部门和机构停止对NPR和PBS的联邦资助。
2025年7月，特朗普起诉《华尔街日报》及其所有者道琼斯公司，要求索赔100亿美元，原因是一篇报道描述了杰弗里·爱泼斯坦的同伙为2003年的生日相册收集的信件。报道的焦点是一封信件，信中包含“一个裸体女人的轮廓，看起来像是用粗马克笔手绘的”的内容，结尾写着“生日快乐——愿每一天都是一个美好的秘密”，特朗普的签名位于她腰部下方。